# Il barbiere di Rio
Il barbiere di Rio è un film del 1996 diretto da Giovanni Veronesi.

## Trama
Roma, Campo de' Fiori: Matteo, milanese di origini pugliesi, è titolare di un salone di barbiere: da quando è separato dalla moglie Silvia, il salone è anche diventato la sua casa. Un giorno, guardando un opuscolo turistico del Brasile (dove vive Angelina, la sorella emigrata che lui non vede da anni), decide di partire per Rio de Janeiro, precisamente nel quartiere Santa Teresa. 
Matteo entra in casa di Angelina, che alla vista del fratello è colta da un malore per l'emozione; c'è subito una corsa in ospedale dove il protagonista conosce una famiglia che non immaginava, in primis Giorginha fidanzata del nipote Rocco, italo-brasiliano che nonostante la giovane età si mette in evidenza come piccolo e scafato "ras" della malavita di Rio. È proprio Rocco che accompagna Matteo nella sua prima uscita notturna carioca, salvo però abbandonarlo alla discoteca Help dove "zio belo" (così viene chiamato Matteo dal nipote e da altre persone del posto) si imbatte prima in un gruppo di italiani a Rio, poi in una donna trans che, dopo averlo adescato, gli sottrae tutto il denaro, infine in un gruppo di ragazzini che lo deruba e lo stordisce sulla spiaggia.
Solo all'alba Matteo riprende i sensi e viene notato in spiaggia da Giorginha che gli offre le prime cure. Nel frattempo è rintracciato da Rocco che lo porta dal trans che lo aveva derubato costringendo quest'ultimo a restituire il maltolto, con la violenza dei suoi scagnozzi. Rocco, in seguito, si accorge della crescente simpatia e dell'affetto che nel frattempo sono nati, di nascosto, tra Matteo e la sua donna che vuole lasciarlo in quanto possessivo e violento, e sentendosi "tradito" decide che per "zio belo" è tempo di tornare in Italia. Matteo però non cede all'imposizione del nipote e raggiunge Giorginha a Paraty, il paese natale dove lei si è trasferita dopo la fine della storia con Rocco: qui inizia il viaggio di Matteo nel vero "coração do Brasil'". 
Una telefonata dall'Italia dell'aiutante di Matteo, Ugo, fa capire a Rocco che lo zio si trova ancora in Brasile. Quando poi Matteo rientra veramente in Italia non riesce a nascondere a nessuno quello che ha lasciato in Brasile: i suoi due figli rintracciano Giorginha e la fanno venire a Roma. La ragazza, però, non è venuta in Italia per rimanerci bensì per riportare con sé Matteo a Rio. Il barbiere la segue, sentendosi ormai un brasiliano adottato (anche al suo rientro a Roma continua a ballare il samba e a parlare un divertente mix di italiano e di portoghese), quindi mette su una scuola di calcio ed apre la nuova "Barberia do Zio Belo", iniziando così una nuova vita in terra brasiliana, che culmina con il carnevale di Rio de Janeiro in cui Matteo è un nuovo protagonista.

## Produzione
Il film è stato girato nella primavera del 1996 a Rio de Janeiro, poi in estate nel rione di Campo de' Fiori a Roma e a Fiumicino, ed è uscito al cinema il 18 ottobre dello stesso anno.
Irene Grandi impersona l'angelo custode del protagonista,  in due scene girate all'interno dell'ex salone di Matteo, da lui lasciato a Ugo.

## Colonna sonora
- Essa tal libertade - Só Pra Contrariar
- Conto de areia - Clara Nunes
- Espelhos d'agua - Dalto
- Fai come me - Irene Grandi

## Curiosità
- Nelle scene iniziali, quando Matteo è a casa con la febbre, viene inquadrato il poster del Milan 1995-96 e poco dopo, quando si trova nel suo salone da barbiere a Roma, si nota più volte alle sue spalle il poster del Milan 1996-97. Questo lascia così trasparire la milanesità e il tifo milanista del personaggio, così come è realmente Diego Abatantuono, che inoltre accenna alla sua anch'essa reale origine meridionale.
- Gli attori italo-brasiliani Giuseppe Oristanio e Renata Fronzi recitano in italiano con la propria voce.